# Dexiosoma lativittata
Dexiosoma lativittata är en tvåvingeart som beskrevs av Zhang och Liu 2006. Dexiosoma lativittata ingår i släktet Dexiosoma och familjen parasitflugor. Inga underarter finns listade i Catalogue of Life.